# Hudební léto Kuks
Hudební léto Kuks je mezinárodní hudební festival klasické hudby konaný v kostele Nejsvětější Trojice v Kuksu. 

## O festivalu
Pořadatelem je Královédvorský chrámový sbor ve spolupráci se správou Hospitalu Kuks, ředitelem a dramaturgem festivalu je pedagog Akademie múzických umění v Praze Vít Havlíček. Záštitu převzala řada osobností ze světa kultury i politiky včetně šéfdirigenta České filharmonie Jiřího Bělohlávka, ministra kultury Daniela Hermana nebo kardinála Dominika Duky.

## Interpreti
Na festivalu účinkovala řada předních českých i zahraničních interpretů.

### Sólisté
Adam Plachetka – basbaryton, Gabriela Demeterová, Václav Hudeček, Josef Špaček, Ivan Ženatý – housle, David Erler – kontratenor, Mičijo Keiko, Natalia Rubiś, Jana Jonášová, Kateřina Kněžíková – soprán, Jiří Bárta – violoncello, Radek Baborák – lesní roh, Miroslav Kejmar – trubka, Jana Boušková – harfa, Jaroslav Tůma, Aleš Bárta – varhany, Vojtěch Spurný, Barbara Maria Willi – cembalo, Vilém Veverka – hoboj, Pavel Steidl – kytara a další.

### Soubory
Schola Gregoriana Pragensis, Collegium 1704, Ensemble Inégal, Collegium Marianum, Škampovo kvarteto, Český chlapecký sbor Boni pueri a další.

### Dirigenti a umělečtí vedoucí
Marek Štryncl, Václav Luks, Adam Viktora, David Eben, Jana Semerádová a další.

## Dramaturgie
Dramaturgie festivalu zahrnuje koncerty od barokní hudby na dobové nástroje až po soudobou hudbu, včetně sólových recitálů i komorní hudby. V dramaturgii je často kladen důraz na výročí uváděných skladatelů, každoročně jsou také zařazovány světové a novodobé premiéry.

## Premiéry

### Světové premiéry
Festival podněcuje soudobou hudbu objednávkou skladby, která je uvedena ve světové premiéře. Tématem premiér jsou tzv. šporkovské árie. V proběhlých ročnících zazněly premiéry děl Emila Viklického (na téma Bonreposké árie), Ivana Kurze (na téma Hubertské árie) a Otomara Kvěcha (na téma Zaječí árie). 

### Novodobé premiéry
V rámci festivalu jsou rovněž uváděny skladby v novodobých premiérách. Jde především o kompozice z kukského archivu, který založili v polovině 18. století členové řádu  Milosrdných bratří. V proběhlých ročnících zazněly novodobé premiéry děl Wernera Hymbra, Josepha Faltise, Maxima Jantschara, Wernera Zicha a Stephana Sailera.
Kromě skladeb z kukského archivu zazněly na festivalu i novodobé premiéry z jiných pramenů, šlo např. o kompozice Václava Vodičky nebo Jakuba Jana Ryby.